# Acrolophus quadrellus
Acrolophus quadrellus är en fjärilsart som beskrevs av Barnes och Mcdunnough 1913. Acrolophus quadrellus ingår i släktet Acrolophus och familjen Acrolophidae. Inga underarter finns listade i Catalogue of Life.